# Phytomyza alaskana
Phytomyza alaskana är en tvåvingeart som beskrevs av Griffiths 1974. Phytomyza alaskana ingår i släktet Phytomyza och familjen minerarflugor. Inga underarter finns listade i Catalogue of Life.